# Serramazzoni
Serramazzoni är en ort och kommun i provinsen Modena i regionen Emilia-Romagna i Italien. Kommunen hade 8 430 invånare (2018).